# Ивановски хребет
Ивановският хребет (на казахски: Иванов жотасы; на руски: Ивановский хребет) е планински хребет в западната част на планината Алтай, разположен в северните райони на Източноказахстанска област, Казахстан. Простира се от запад на изток на протежение около 100 km и представлява вододел между река Улба (десен приток на Иртиш) на запад и север и левият ѝ приток Малая Улба на юг. На изток се свързва с граничния хребет Холзун. Максимална височина връх Ивановски Белок 2776 m(50°17′53″ с. ш. 83°50′02″ и. д. / 50.298056° с. ш. 83.833889° и. д.), разположен в източната му част. Изграден е от кристалинни шисти и варовици, пронизани от гранитни интрузии, в които има богати находища на полиметални руди. От него водят началото си реките Громотуха, Пихшовка и др. леви притоци на Улба, Малая Улба с десните си притоци Малчиха, Сержиха и др., а от крайната му източна част – река Тургусун, десен приток на Бухтарма (десен приток на Иртиш). Склоновете му са покрити с брезови и осикови гори на запад, а на изток преобладава сибирската ела. В северното му подножие е разположен град Ридер (Лениногорск), център на рудодобива в Източноказахстанска област и селището от градски тип Улба.

## Топографска карта
- Лист от карта M-44-XVIII. Мащаб: 1 : 200 000. Указать дату выпуска/состояния местности.